# Wayne Fitzgerald
Wayne Fitzgerald (Los Angeles, 19 de março de 1930 — Washington, D.C., 30 de setembro de 2019) foi um designer de filmes norte-americano.